# Klåverön
Klåverön eller Klöverön är en ö och ett naturreservat i Lycke socken i Kungälvs kommun i Bohuslän. 
Klåverön ligger söder om Marstrand och är en del av naturreservatet med samma namn. Området är skyddat sedan 1966 och omfattar 2 278 hektar. 
Reservatet omfattar förutom huvudön även ett antal småöar och skär. Ön har omväxlande kallats Klöverön och Klåverön. Huvudön är bergig och starkt kuperad. En del områden används som bete och det finns partier av lövskog. Inom området växer humlelusern, prästkrage, jordklöver, nässelklocka, småborre, bergmynta, backlök, nejlikrot, gullviva och luddlosta. 
Många arter av fåglar kan ses inom reservatet, som hämpling, törnsångare, tornfalk, ejder, sjöorre, lommar, skrakar, storskarv och törnskata. 

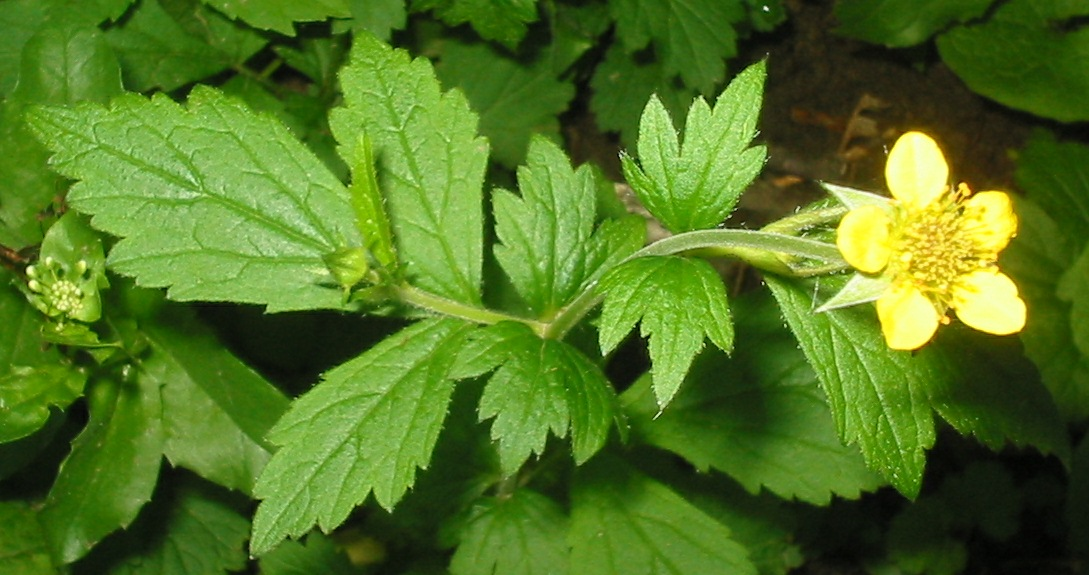
Nejlikrot.

De äldsta boplatserna man funnit här är från äldre stenåldern, cirka 10 000-4 000 f.Kr. Ön har brukats som skärgårdsjordbruk i hundratals år. Jordbrukslandskapet är bäst bevarat i trakterna av gården Korsvik på öns södra del. På nordöstra delen av Köverön, mellan Köverön och Koön. Kanalvaktarstugan från 1870-talet är numera fritidshus. År 1917 fanns 78 personer bofasta på ön, 2012 fanns 15 bofasta. Andelen fritidshus är stort, särskilt på öns norra del mot Marstrandsön.
Reservatet förvaltas av Västkuststiftelsen och ingår i EU:s ekologiska nätverk av skyddade områden, Natura 2000.